# Чужа біла і рябий
«Чужа біла і рябий» — радянський фільм режисера Сергія Соловйова 1986 року, знятий за повістю Бориса Ряховського «Отроцтво архітектора Найдьонова».

## Сюжет
Дія фільму відбувається восени 1946 року, в невеликому провінційному містечку в західному Казахстані. Місцевий підліток Іван Найдьонов (В'ячеслав Ілющенко) на прізвисько «Сивий», пристрасний «голуб'ятник», по-хлопчачому нерозважливо ризикуючи життям, зловив білу голубку, що несподівано з'явилася в місті. Про трофей Сивого дізналися інші голуб'ятники міста. За голубкою почалося полювання. Незабаром, вночі в голубник Сивого забралися злодії і викрали голубку. Сивий починає пошуки і знаходить голубку у місцевого «голубиного авторитета» — Колі Цигана (Володимир Стеклов). Сивий хитрістю повертає собі свою здобич і розуміючи, що голубка все одно приречена, випускає її на волю. Всі події фільму розгортаються на тлі убогого післявоєнного побуту мешканців містечка — місця-заслання і евакуації.

## У ролях
- В'ячеслав Ілющенко —  Іван Найдьонов «Сивий»
- Любомирас Лауцявічюс —  батько Івана Найдьонова (озвучив Леонід Філатов)
- Андрій Бітов —  Петро Петрович Старцев («Пепе»), піаніст, композитор, колишній чоловік Ксенії Миколаївни
- Людмила Савельєва —  Ксенія Миколаївна Старцева, акторка
- Султан Бапов —  Мурат, друг Івана Найдьонова, учень Петра Петровича
- Ілля Іванов —  Веніамін Жус
- Володимир Стеклов —  Коля «Циган»
- Анатолій Сливников —  «полковник» Пилипенко
- Олександр Баширов —  «Чудик»
- Борис Олехнович —  Мартин
- Аркадій Висоцький —  брат «Балда»
- Тетяна Ігнатова —  глядачка в кінотеатрі під відкритим небом
- Борис Ряховський —  Раков
- В'ячеслав Кучанов —  «Тушкан»
- Михайло Левченко —  «Шутя»
- Сергій Мільденбергер —  другий брат «Балди»
- Андрій Філозов —  Савицький
- Герман Шорр —  Міша Нелюб

## Знімальна група
- Режисер-постановник і сценарист — Сергій Соловйов
- Оператор-постановник — Юрій Клименко
- Художник-постановник — Марксен Гаухман-Свердлов
- Композитори — у фільмі використано музику з творів Бартока, Бетховена, Моцарта, Філда, Шостаковича
- Художник по костюмах: Віра Зелінська

## Нагороди
- 1986 — 43-й Венеціанський кінофестиваль: Срібний лев — Гран-прі журі.
- 1987 — Міжнародний Тбіліський кінофестиваль: Великий приз в конкурсі дитячих фільмів.
- 1987 — I міжнародний кінофестиваль дитячих і юнацьких фільмів в Алжирі: Премія за найкращу режисуру і операторську роботу.
- 1987 — Фільм був обраний кандидатом на кінопремію «Оскар» у номінації «Найкращий фільм іноземною мовою» від СРСР і запропонований Американській кіноакадемії для розгляду цієї кандидатури. У п'ятірку номінантів не потрапив.